# 鼠胆酸
鼠胆酸（英語：Muricholic acid）是鼠类胆汁酸中的主要物质，因而得名，在其它物种中也有较低的浓度。和人类初级胆汁酸的主要成分胆酸和鹅去氧胆酸不同，主要的两种鼠胆酸α-和β-鼠胆酸在6-号位碳原子上有β构象的羟基基团。

## 化学结构

α-鼠胆酸
β-鼠胆酸
γ-鼠胆酸（猪胆酸）
ω-鼠胆酸